# Bermudas nos Jogos Olímpicos
Bermudas participou pela primeira vez dos Jogos Olímpicos em 1936, e mandou atletas para competirem a todas as edições dos Jogos Olímpicos de Verão desde então, exceto quando do boicote de 1980. Bermudas também participou de todas as edições dos Jogos Olímpicos de Inverno desde 1992.
Até os Jogos Olímpicos de 2016, o pugilista Clarence Hill era o único bermudiano a ganhar uma medalha olímpica, um bronze no boxe, conquistado em Montreal em 1976. Isso torna Bermudas a nação de menor população na história Olímpica (53.500 hab. em 1976) a ganhar uma medalha nos Jogos Olímpicos de Verão.
Nos Jogos Olímpicos de 2020, a triatleta Flora Duffy conquistou o primeiro ouro da história de Bermudas, fazendo com que esta nação tornasse-se também a de menor população na história Olímpica a ganhar uma medalha de ouro nos Jogos Olímpicos de Verão (63.918 hab em 2021).
O Comitê Olímpico Nacional de Bermudas foi criado em 1935 e reconhecido pelo COI em 1936.

## Lista de Medalhistas
| Medalha           | Nome          | Jogos         | Esporte | Evento           |
| ----------------- | ------------- | ------------- | ------- | ---------------- |
| Medalha de bronze | Clarence Hill | Montreal 1976 | Boxe    | Peso Pesado      |
| Medalha de ouro   | Flora Duffy   | Tóquio 2020   | Triatlo | Triatlo Feminino |